# Markýza (film)
Markýza (v originále Marquise) je francouzský hraný film z roku 1997, který režírovala Véra Belmont. Snímek měl premiéru ve Francii dne 20. srpna 1997.

## Děj
V Lyonu přitahuje pozornost Molièra mladá tanečnice Marquise-Thérèse de Gorla. Jeden z herců souboru, Du Parc, známý jako Gros-René, okamžitě podlehne jejímu kouzlu a ožení se s ní. Pod uměleckým jménem Mademoiselle Du Parc se připojí k Molièrovu souboru a cestuje s ním po Francii. Ale během svého prvního vystoupení mlčí. Od té doby jí Molière již nedává žádné role.
Během přestávky, kdy tančí, aby pobavila publikum, si jí však všimne Filip Orleánský a  pro svého bratra krále Ludvíka XIV. objedná komediální balet.
Molière jí stále odmítá dát jakýkoli text a tak uteče. Její setkání s dramatikem Jeanem Racinem všechno změní. Nakonec souhlasí s tancem před králem, který je také oslněn. Racine, který se do ní zamiloval, pro ni napíše divadelní hru Andromaque.

## Obsazení
| Sophie Marceau       | Marquise-Thérèse de Gorla       |
| Lambert Wilson       | Jean Racine                     |
| Bernard Giraudeau    | Molière                         |
| Patrick Timsit       | Du Parc                         |
| Thierry Lhermitte    | Ludvík XIV.                     |
| Anémone              | La Voisin                       |
| Remo Girone          | Jean-Baptiste Lully             |
| Georges Wilson       | Floridor                        |
| Franck de Lapersonne | Filip I. Orleánský              |
| Marianne Basler      | Henrietta Anna Stuartovna       |
| Estelle Skornik      | Marie                           |
| Victoria Peña        | Marie Tereza Habsburská         |
| Anne-Marie Philipe   | Catherine de Brie               |
| Romina Mondello      | Armande Béjart                  |
| Stéphane Boucher     | Louis Béjart                    |
| Patrice Melennec     | Giacomo de Gorla, otec Marquise |
| Sara Franchetti      | matka Marquise                  |